# Carria paradoxa
Carria paradoxa là một loài tò vò trong họ Ichneumonidae.